# Louis Thomas Villaret de Joyeuse
Louis Thomas Villaret de Joyeuse, född den 29 maj 1747 i Auch, död den 24 juli 1812 i Venedig, var en fransk sjömilitär.
Villaret de Joyeuse ingick i flottan 1766, utmärkte sig under Pierre André de Suffren samt blev 1793 konteramiral och högste befälhavare över franska flottan, 25 linjeskepp och 16 fregatter stark, med vilken han utkämpade det ryktbara sjöslaget den 1 juni 1794 utanför Ouessant, som slutade med franskt nederlag. Som generalkapten på Martinique 1802 försvarade Villaret de Joyeuse kolonin tappert mot engelsmännen. Han slutade sina dagar som greve (sedan 1808) och generalguvernör över Venedig (från 1811).